# رابطة مسلمي عموم الهند
رابطة مسلمي عموم الهند أو العصبة الإسلامية هي حركة سياسية أنشئت عام 1906 م للدفاع عن المسلمين في الهند. ناضلت من فترة 1934 إلى 1947 م بزعامة القائد الأعظم من أجل تحقيق الحكم الذاتي لمسلمي الهند ثم من أجل إقامة دولة قومية مستقلة للمسلمين الهنود. وعند قيام هذه الدولة بعد تقسيم الهند عام 1947 م (وقد عُرفت باسْم باكستان) أصبحت «العصبة الإسلامية» الحزب السياسيّ المهيمن فيها.